# Salutări din Ada-Kaleh
Salutări din Ada-Kaleh este un film românesc din 1970 regizat de Mircea Popescu.